# 소칙 (전한)
소칙(蕭則, ? ~ ?)은 전한 중기의 제후로, 개국공신 소하의 손자이다.

## 생애
문제 후5년(기원전 159년) 소유를 끝으로 대가 끊겨있었던 차후(酇侯) 작위를 이어받았다.
건원 원년(기원전 140년), 죄를 지어 작위가 박탈되었다. 가문은 동생인 무양후(武陽侯) 소가가 이었다.
아들 소경은 무양후가 폐지된 후 찬후(酇侯)에 봉해져 다시 가문을 이었다.

## 출전
- 사마천, 《사기》 권18 고조공신후자연표
- 반고, 《한서》 권16 고혜고후문공신표